# Кесе
Кесе́ (баш. Кесе) — род в составе западных табынских башкир. Известно также у венгров под названием племени кеси в составе древневенгерской конфедерации племён.

## Родовой состав
(Родовые подразделения: бесэй, бешкэк, биктэш, казан-татар, калмак, кансуяр, кахас, куртлукай, кыргыз, кырккузяк, монгол, манкы, мишэр, мулаш, мэмэк, сирмеш, сувашбердэй, таз, тайгын, туркмен, суюндук, шылтым, шареп, элтэшле).

## Этническая история
Кесе-табынским башкирам принадлежит предание о том, что их предок Майкы-бий получил от Чингисхана тамгу — ребро (баш. ҡабырға), дерево — лиственницу (баш. ҡарағас), птицу — стервятник (баш. ҡарағош), клич — салават. Тамга-ребро известна в Башкортостане лишь трём табынским родам: кесе, кальсер и юмран — это свидетельствует о родстве или, по крайней мере, об этнической смешанности западнотабынских родов на какой-то стадии истории.
Уже в ту эпоху одни и те же этнонимы (в результате образования и распада различных племенных сочетаний кочевников) могли принадлежать племенам, говорящим как на тюркских, так и на угорских языках. В VI—VII веках в составе приволжских огоров было племя кочагир (или кичи-гир); этническое взаимодействие тюрков с уграми, начавшееся ещё далеко на востоке, могло в VI—VII веках переживать период кульминации в Поволжье.
Кесе представляют собой основное образование в составе западных табынцев. Предки кесе-табынцев пришли, согласно сказаниям, с Алтая, из Монголии или из местности Ябыккарагай, которая, по представлению сказителей, находится в Сибири, там, «где станция Тайга». Этнонимия родовых подразделений западнотабынских родов — мангол, кахас, тукыс, таз (тас) — не противоречит историческим сказаниям. При этом рядом авторов аргументирована точка зрения о монгольском происхождении табынцев. Майкы-бий, согласно одной из версий, происходил из монгольского племени ушин (хушин). По сведениям Рашид ад-Дина, Майкы-бий был соратником Чингисхана, поэтому приставлен к сыну Джучи как один из карачи-беков с целью помогать управлять улусом (территорией и людьми).

## История расселения
Предки башкир родов кесе, кальсер и юмран поселились в Башкортостане во второй половине I тысячелетия н. э. в общем потоке движения булгарских племён. До расселения на реке Белой они длительное время жили на Бугульминской возвышенности в соседстве с юрмато-юрмийскими племенами или на той же территории. Кесе-табынцы в своих преданиях считают «старым юртом» окрестности Нарыш-тау (Нарыс-тау) в верховьях реки Дёмы или долину реки Ик. Именно на этой территории наиболее активным было общение и смешение тюркских и угорских (древневенгерских) племён.
Переселение родов кесе, кальсер, юмран на современную их территорию на средней Белой произошло в XIII—XIV веках, когда они, захваченные и покорённые сильной табынской волной кочевников, влились в это объединение и стали «табынскими» родами. Влияние на них табынских кочевнических традиций в хозяйстве и культуре, степного фольклора и языка, судя по историко-этнографическим данным, было превалирующим. Отсюда у западных табынцев общетабынские предания о Майкы-бие, цитированная выше генеалогия и т. д. О сильной этнической смешанности западнотабынских родов говорит и пестрота их тамг, хотя тамговых знаков восточнотабынского типа в западных родах ничтожно мало. Напротив, у кесе-табынцев зафиксированы тамги, которые в основных начертаниях тождественны юрматам. Эти наблюдения могут означать, что роды кесе, кальсер и юмран, подвергнувшись табынскому культурному и языковому влиянию, в то же время мало смешались с ними, сохранив свои родовые организации, тамги и традиционные связи с юрмато-юрмийскими племенами.

## Этноним
Академик Дьюла Немет этноним кесе отождествляет с одним из семи древних венгерских племён, название которого Константином Багрянородным передано в форме Кеси). Д. Немет находит около 50 случаев присутствия этнонима кесе в современной топонимии Венгрии: Kesz, Keszi, Keszö, Keszii. Относительно происхождения этнонима венгерский учёный склоняется к признанию его тюркской основы. По его мнению, древняя форма от keszo звучала как kesey и означала «отделившуюся часть рода». Сопоставление башкирского этнонима кесе с названием венгерского племени X века на фоне установленных древнебашкиро-мадьярских контактов представляется естественным и правомерным. Сейчас становится ясным, что древние тюрко-угорские контакты были широкими и имели место в разное время и на разных территориях.
Народная этимология связывает этноним кесе с башкирским прилагательным кесе "маленький", в значении 'малый, оставшийся род'.